# Auricularia
Auricularia è un genere di funghi della famiglia delle Auriculariaceae. I basidiocarpi (corpi fruttiferi) sono tipicamente gelatinosi e fatti a forma di orecchio, con una superficie superiore che si presenta tra il lievemente lanuginoso e l'irsuto e una inferiore che può essere liscia, rugosa o venata. Tutte le specie del genere vivono sul legno. Varie specie di Auricularia sono commestibili e vengono coltivate e commercializzate su larga scala in Cina e Asia orientale.

## Tassonomia
Il genere venne introdotto per la prima volta nel 1780 dal micologo francese Pierre Bulliard per una gamma di funghi che producevano corpi fruttiferi con una forma simile ad un orecchio. Nel 1822 Christian Hendrik Persoon restrinse il genere a due specie gelatinose, Auricularia mesenterica (che divenne la specie tipo) e A. sambuci (un sinonimo di Auricularia auricula-judae). Nel 1848 il micologo svedese Elias Magnus Fries accettò A. mesenterica all'interno del genere ma, basandosi sull'aspetto del corpo fruttifero, introdusse un nuovo genere, Hirneola, per la maggior parte delle altre specie. Tale ripartizione in due generi venne mantenuta da alcuni autori fino ai tardi Anni Sessanta del Novecento, nonostante che nel 1952 nella monografia sul genere del micologo statunitense Bernard Lowy Hirneola fosse già considerato un sinonimo di Auricularia. Ricerche di filogenesi molecolare, basate sull'analisi cladistica di sequenze di DNA, hanno dimostrato che Auricularia (comprendendoci anche Hirneola) forma un gruppo naturale monofiletico. È anche noto come parecchie specie abbiano una distribuzione più ristretta di quanto si ipotizzava in passato, a causa della descrizione di nuovi taxa.

## Descrizione
Tutte le specie di Auricularia cormano corpi fruttiferi sottili, brunastri e di consistenza gelatinoso-gommosa e che hanno una forma a mensola o a orecchio. Le loro dimensioni sono indicativamente di 120 mm (4,7 in) di lunghezza e 5 mm (0,20 in) di spessore. I corpi fruttiferi possono essere isolati o in gruppi. La superficie superiore varia dall'essere finemente tomentosa a densamente irsuta. La superficie inferiore, che porta le spore, può essere liscia, rugosa, venata o reticolata. Occasionalmente si possono anche trovare forme non pigmentate e biancastre.

### Caratteri microscopici
I basidi sono tubolari, settati lateralmente e, in alcune specie, possono raggiungere i 100 μm di lunghezza. Le loro spore sono di tipo allantoide (cioè a forma di salsiccia), e in alcune specie possono arrivare ad una lunghezza di 22 μm. I peli sulla superficie superiore hanno spesse pareti, possono essere arrotondati o appuntiti alla sommità e (in alcune specie) sono di una lunghezza di circa 1 cm (0,39 in). Se sezionati in alcune specie si può notare un midollo centrale composto da ife parallele, mentre in altri tale strato manca.

## Habitat, ecologia e distribuzione
Tutte le specie crescono sul legno e sono agenti di marciumi, e producono un marciume bianco. Molte vivono sul legno morto, ma alcune si comportano come deboli parassiti di legno vivente. La maggior parte delle specie cresce su latifoglie arboree o cespugliose, e solo una minoranza può colonizzare il legno delle conifere. I corpi fruttiferi possono essere isolati oppure riuniti in gruppi o in strati.
Il genere ha una distribuzione globale, con alcune delle sue specie che risultano confinate nella zona tropicale, altre nele regioni temperate settentrionali, e altre ancora alle aree temperate dell'emisfero meridionale.

## Usi
Almeno tre specie di Auricularia vengono coltivate per scopi commerciali ed uso alimentare in Cina e nell'Estremo oriente. Si tratta di Auricularia heimuer (orecchio nero del legno, un tempo determinata erroneamente come Auricularia auricula-judae), Auricularia cornea (orecchio del legno o orecchio nuvola, anche chiamata A. polytricha) e Auricularia villosula.
Altre specie vengono consumate a livello locale in varie parti del mondo. Uno studio sull'uso dei funghi da parte del popolo Bini nella Nigeria meridionale rilevò che gli abitanti della zona raccolgono e mangiano una specie simile ad A. auricula-judae, ma che quesa non è compresa tra le specie fungine che usano a scopo medicinale. La raccolta di specie di Auricularia è stata documentata anche in Nepal. Tuttavia i nepalesi non considerano questo fungo buono da mangiare; tra i tre gradi di apprezzamento che vengono assegnati ai funghi commestibili a queste specie viene assegnato il peggiore. Altri luoghi dove specie di Auricularia sono localmente raccolte e consumate sono Benin, Cile, isole Fiji, Ghana, Guatemala, India, Indonesia, Madagascar, Messico, Mozambico e Polonia.
Parecchie specie, tra le quali quelle coltivate in Asia e l'europea A. auricula-judae, venivano usate nella medicina tradizionale. Sono anche state effettuate ricerche sul loro potenziale uso farmaceutico.

## Specie
| Immagine | Nome                                                                          | Località tipo         | Distribuzione |
| -------- | ----------------------------------------------------------------------------- | --------------------- | --- |
|          | Auricularia africana Y.C. Dai & F. Wu (2021)                                  | Uganda                | Africa orientale |
|          | Auricularia albida (Romell) Rick (1958)                                       | Paraguay              | Paraguay |
|          | Auricularia americana Parmasto & I. Parmasto ex Audet, Boulet & Sirard (2003) | Canada                | America settentrionale, Cina, estremo oriente russo                                                                                       |
|          | Auricularia angiospermarum Y.C. Dai, F. Wu & D.W. Li (2015)                   | Stati Uniti           | America settentrionale |
|          | Auricularia asiatica Bandara & K.D. Hyde (2016)                               | Tailandia             | Cina, Tailandia, Indonesia |
|          | Auricularia auricula-judae (Bull.) Quél. (1886)                               | Francia               | Europa |
|          | Auricularia australiana Y.C. Dai & F. Wu (2021)                               | Australia             | Australia |
|          | Auricularia brasiliana Y.C. Dai & F. Wu (2015)                                | Brasile               | Brasile |
|          | Auricularia camposii Y.C. Dai & F. Wu (2021)                                  | Brasile               | Brasile |
|          | Auricularia cerrina Kout & Wu 2022                                            | Repubblica Ceca       | Repubblica Ceca |
|          | Auricularia conferta Y.C. Dai & F. Wu (2021)                                  | Australia             | Australia |
|          | Auricularia cornea Ehrenb. (1820)                                             | Hawaii                | Africa, Asia meridionale, America settentrionale (Messico), America meridionale, Isole del Pacifico meridionale, Australia, Nuova Zelanda |
|          | Auricularia delicata (Mont. ex Fr.) Henn. (1893)                              | Guinea                | Africa occidentale |
|          | Auricularia discensa Lloyd (1919)                                             | Brasile               | Brasile |
|          | Auricularia eburnea L.J. Li & B. Liu (1985)                                   | Cina                  | Cina |
|          | Auricularia eminii Henn. (1893)                                               | Congo                 | Africa |
|          | Auricularia eximia (Berk. & Cooke) Kobayasi (1981)                            | Brasile               | Brasile |
|          | Auricularia fibrillifera Kobayasi (1973)                                      | Papua Nuova Guinea    | Papua Nuova Guinea, Cina, Africa |
|          | Auricularia fuscosuccinea (Mont.) Henn. (1893)                                | Cuba                  | America settentrionale (Messico, Florida), America meridionale, Caraibi                                                                   |
|          | Auricularia goossensiae Beeli (1926)                                          | Congo                 | Congo |
|          | Auricularia hainanensis L.J. Li (1987)                                        | Cina                  | Cina |
|          | Auricularia heimuer F. Wu, B.K. Cui & Y.C. Dai (2014)                         | Cina                  | Cina, Etremo oriente russo, Giappone (Aomori, Iwate, Niigata), Corea                                                                      |
|          | Auricularia hispida Iwade (1944)                                              | Giappone              | Giappone |
|          | Auricularia incrassata Kobayasi (1973)                                        | Papua Nuova Guinea    | Papua Nuova Guinea |
|          | Auricularia indica Massee (1914)                                              | Singapore             | Singapore |
|          | Auricularia lateralis Y.C. Dai & F. Wu (2021)                                 | Cina                  | Cina |
|          | Auricularia mesenterica (Dicks.) Pers. (1822)                                 | Inghilterra           | Europa, Uzbekistan |
|          | Auricularia minor Kobayasi (1981)                                             | Taiwan                | Taiwan |
|          | Auricularia minutissima Y.C. Dai, F. Wu & Malysheva (2015)                    | Cina                  | Cina, Estremo oriente russo, Giappone (Chiba, Kanagawa, Tokyo, Tottori)                                                                   |
|          | Auricularia nigricans (Sw.) Birkebak, Looney & Sánchez-García (2013)          | Cuba                  | America settentrionale (Messico, Florida), America centrale e meridionale, Caraibi, Asia meridionale e orientale                          |
|          | Auricularia novozealandica Y.C. Dai & F. Wu (2021)                            | Nuova Zelanda         | Nuova Zelanda |
|          | Auricularia olivaceus B. Kumari, R.C. Upadhyay & Atri (2013)                  | India                 | India |
|          | Auricularia orientalis Y.C. Dai & F. Wu (2015)                                | Cina                  | Cina |
|          | Auricularia papyracea Yasuda (1918)                                           | Giappone              | Giappone |
|          | Auricularia peltata Lloyd (1922)                                              | Filippine             | Filippine |
|          | Auricularia pilosa Y.C. Dai, L.W. Zhou & F. Wu (2021)                         | Etiopia               | Africa orientale |
|          | Auricularia rosea Burt (1921)                                                 | Costa Rica            | Costa Rica |
|          | Auricularia scissa Looney, Birkebak & Matheny (2013)                          | Republica Dominicana  | America settentrionale (Messico, Florida), Caraibi                                                                                        |
|          | Auricularia semipellucida Kobayasi (1942)                                     | Taiwan                | Taiwan |
|          | Auricularia sinodelicata Y.C. Dai & F. Wu (2021)                              | Cina                  | Cina |
|          | Auricularia sordescens Ces. (1879)                                            | Malaysia              | Malaysia |
|          | Auricularia srilankensis Y.C. Dai & F. Wu (2021)                              | Sri Lanka             | Sri Lanka |
|          | Auricularia stellata Lloyd (1922)                                             | Malaysia              | Malaysia |
|          | Auricularia subglabra Looney, Birkebak & Matheny (2013)                       | Costa Rica            | America centrale e meridionale |
|          | Auricularia submesenterica Y.C. Dai & F. Wu (2021)                            | Cina                  | Cina |
|          | Auricularia tenuis (Lév.) Farl. (1905)                                        | Indonesia             | Indonesia |
|          | Auricularia thailandica Bandara & K.D. Hyde (2015)                            | Tailandia             | Cina, Tailandia, Giappone (Okinawa) |
|          | Auricularia tibetica Y.C. Dai & F. Wu (2015)                                  | Tibet                 | Cina, Tibet |
|          | Auricularia villosula Malysheva (2014)                                        | Estremo oriente russo | Cina, Estremo oriente russo, Giappone (Chiba, Kanagawa, Tokyo, Hyogo)                                                                     |
|          | Auricularia wrightii (Berk. & M.A. Curtis) Farl. (1905)                       | Cuba                  | Cuba |
|          | Auricularia xishaensis L.J. Li 1985                                           | Cina                  | Cina |